# Hubertus van Megen
Hubertus (Bert) Matheus Maria van Megen (ur. 4 października 1961 w Eygelshoven) – holenderski duchowny katolicki, dyplomata watykański, nuncjusz apostolski w Kenii.

## Życiorys
Jest prezbiterem diecezji Roermond. Święcenia kapłańskie przyjął 13 czerwca 1987. W 1990 rozpoczął przygotowanie do służby dyplomatycznej na Papieskiej Akademii Kościelnej. Uzyskał doktorat z prawa kanonicznego.
W 1994 rozpoczął służbę w dyplomacji watykańskiej pracując kolejno jako sekretarz nuncjatur: w Sudanie (1994–1998), w Brazylii (1999–2001), w Izraelu (2001–2004). W latach 2004–2007 był radcą nuncjatury na Słowacji. W latach 2007–2010 był radcą przy przedstawicielstwie Stolicy Apostolskiej przy ONZ w Genewie.
23 września 2010 został chargés d’affaires ad interim w Malawi. Był najwyższym rangą dyplomatą watykańskim rezydującym w Malawi (akredytowany nuncjusz apostolski w tym kraju na co dzień rezyduje w Zambii).
8 marca 2014 papież Franciszek mianował go nuncjuszem apostolskim w Sudanie podnosząc jednocześnie do rangi arcybiskupa tytularnego Novaliciana. Sakry biskupiej 17 maja 2014 udzielił mu Sekretarz Stanu – kardynał Pietro Parolin. 7 czerwca 2014 został jednocześnie akredytowany nuncjuszem w Erytrei. 
16 lutego 2019 został mianowany nuncjuszem w Kenii. 19 marca tego samego roku został akredytowany nuncjuszem w Sudanie Południowym.